# Lil Xan
Дієго Ліанос (англ. Diego Leanos), відомий під псевдонімом Lil Xan — американський репер мексиканського походження з міста Редленс, Каліфорнія, США. Здобув популярність завдяки треку «Betrayed», який відразу ж став хітом та посів 64 сходинку на Billboard Hot 100. Його псевдонім походить від назви лікарського засобу «Ксанакс».

## Біографія
Ліанос народився 6 вересня 1996 року в місті Редлендс, Каліфорнія, США. Більшу частину свого дитинства прожив у мотелях. Навчався у Середній школі Редлендс Іст-Воллі. Залишивши навчання на першому році старшої школи, протягом декількох років прожив вдома без постійного місця роботи. Перед тим, як повністю присвятити своє життя репу, Ліанос працював вуличним прибиральником та продавав наркотики. Ліанос також розпочав кар'єру фотографа в підтримку своїх друзів, які займалися репом, але коли в нього вкрали камеру, він вирішив не купляти нову техніку, а розпочати читати реп.
Ліанос страждав від залежності до різних опіатів та психоактивних речовин. Зокрема, протягом двох років він вживав лікарський засіб під назвою «Ксенакс». Нині Ліанос виступає проти Ксенаксу та закликає людей цілком відмовитися від використання цього препарату .

## Кар'єра
Ліанос почав нарощувати свою аудиторію на таких платформах як «Саундклауд» та «Ютюб». У серпні 2017 року світ побачив кліп на трек «Betrayed», який приніс виконавцю справжній успіх. Пісня посіла 64 сходинку на Billboard Hot 100 . В інтерв'ю для журналу «XXL», Ліанос повідомив, що працює над дебютним студійним альбомом, який матиме назву «Total Xanarchy». Альбом також міститиме треки, записані у співпраці з Diplo та Сва Лі. У грудні 2017 року стало відомо про «Xanarchy tour», тур на підтримку альбому. Згідно з журналом «Біллборд», усі квитки розійшлись за п'ять годин .
2018 року Ліанос заявив, що розглядає можливість зміни свого псевдоніма на «Diego», аби донести до людей свій антинаркотичний меседж.

## Стиль
Згідно з музичним сайтом «Pigeons & Planes», Ліанос розпочав свою кар'єру з «типового трепу», але згодом змістився у сторону «похмурого, схожого на сон звуку» . Газета «The New Yorker» віднесла Ліаноса до руху «сумного репу».

## Дискографія

### Альбоми
- 2018: Total Xanarchy

### Сингли
| - 2016: Montana Doe - 2016: Who Are You - 2016: Center Fold - 2016: Sorry - 2016: Vicodin - 2016: Been Bout It - 2017: Betrayed - 2017: Xanarchy | - 2017: Crash the Whip - 2017: Slingshot - 2017: Far - 2017: Water (Models) - 2017: Wake Up - 2018: The Man - 2018: Who I Am - 2018: The Man - 2018: Color Blind |